# Earl of Wilmington
Earl of Wilmington war ein erblicher britischer Adelstitel in der Peerage of Great Britain.

## Verleihung und nachgeordnete Titel
Der Titel wurde am 14. Mai 1730 für den Lord President of the Council und späteren Premierminister Spencer Compton, 1. Baron Wilmington geschaffen. Zusammen mit der Earlswürde wurde ihm der nachgeordnete Titel Viscount Pevensey verliehen. Bereits am 8. Januar 1728 war ihm der Titel Baron Wilmington, of Wilmington in the County of Sussex verliehen worden.
Die Titel erloschen als der erste Earl am 2. Juli 1743 unverheiratet und kinderlos starb.

## Liste der Earls of Wilmington (1730)
- Spencer Compton, 1. Earl of Wilmington (um 1674–1743)